# Municipio de Fairfield (Misuri)
El municipio de Fairfield (en inglés: Fairfield Township) es un municipio ubicado en el condado de Carroll en el estado estadounidense de Misuri. En el año 2010 tenía una población de 155 habitantes y una densidad poblacional de 1,63 personas por km².

## Geografía
El municipio de Fairfield se encuentra ubicado en las coordenadas 39°28′59″N 93°42′22″O / 39.48306, -93.70611. Según la Oficina del Censo de los Estados Unidos, el municipio tiene una superficie total de 95 km², de la cual 94,97 km² corresponden a tierra firme y (0,03 %) 0,03 km² es agua.

## Demografía
Según el censo de 2010, había 155 personas residiendo en el municipio de Fairfield. La densidad de población era de 1,63 hab./km². De los 155 habitantes, el municipio de Fairfield estaba compuesto por el 99,35 % blancos, el 0,65 % eran amerindios. Del total de la población el 1,29 % eran hispanos o latinos de cualquier raza.